# Campeonato Alagoano 1965
In 1965 werd het 35ste Campeonato Alagoano gespeeld voor voetbalclubs uit de Braziliaanse staat Alagoas. De competitie werd georganiseerd door de Federação Alagoana de Futebol. CSA werd kampioen.

## Eindstand
| Plaats | Club            | Wed. | W  | G | V  | Saldo | Ptn. |
| ------ | --------------- | ---- | -- | - | -- | ----- | ---- |
| 1.     | CSA             | 18   | 13 | 3 | 2  | 57:20 | 29   |
| 2.     | CRB             | 16   | 9  | 4 | 3  | 37:18 | 22   |
| 3.     | Capelense       | 18   | 9  | 1 | 8  | 32:27 | 19   |
| 4.     | ASA             | 15   | 5  | 4 | 6  | 18:19 | 14   |
| 5.     | Guarany         | 17   | 6  | 2 | 9  | 35:52 | 14   |
| 6.     | Estivadores     | 13   | 5  | 0 | 8  | 15:27 | 10   |
| 7.     | Alto Camaragibe | 11   | 0  | 0 | 11 | 8:39  | 0    |

|  | Kampioen |

## Kampioen
| Campeonato Alagoano de 1965 |
| Alagoas                     |
| --------------------------- |
| CSA Kampioen (17° titel)    |